# Tours If
Les tours If (en finnois : If-talo) est un ensemble immobilier situé dans le quartier d'Itäharju à Turku en Finlande.

## Présentation
L'ensemble des trois tours de bureaux de la compagnie d'assurance If (fi) a été achevé début 2006.
L'ensemble mesure 42 mètres de haut, deux des tours ont sept étages et une a huit étages.
La superficie est de 16 459 m2.
La plus haute des tours, la tour A, a une façade en brique brune, la tour centrale B est rouge et la tour C est blanche.
Les couleurs ont été utilisées pour mettre en valeur des bâtiments autrement similaires de l'extérieur.
La façade est également dotée de murs vitrés légers à ossature d'aluminium. Au bout de chaque tour se trouve un escalier de sortie de secours à structure en acier.
Le complexe immobilier appartient à Nordisk Renting Oy.
Environ 720 personnes travaillaient dans le bâtiment en 2006.
Les tours If sont situées dans le coin nord de la zone industrielle d'Itäharju, dans la zone délimitée par la route d'Helsinki, Kalevanrampi et Kalevantie.
À proximité immédiate des tours se trouvent la gare de Kupittaa et les immeubles de bureaux du parc scientifique de Turku du côté ouest.
Du côté nord se trouvent les locaux de Centre hospitalier universitaire de Turku et date la zone Old Mill qui regroupe des entreprises du secteur de l'information et des télécommunications.
Sur le côté sud, il y a une grande zone industrielle abritant des industries traditionnelles.
Un pont à de circulation douce appelé Kalevansilta part des tours, enjambe la route d'Helsinki et la chemin de fer d'Helsinki, et donne accès à la gare de Kupittaa.